# Ichthyodes affinis
Ichthyodes affinis là một loài bọ cánh cứng trong họ Cerambycidae.